# Донован, Джейсон
Джейсон Шон Донован (англ. Jason Sean Donovan; род. 1 июня 1968 года) — австралийский актёр и поп-исполнитель. В Великобритании продажи его дисков превысили три миллиона копий. В частности, его альбом «Ten Good Reasons» разошёлся тиражом в более 1.5 миллионов экземпляров. Четыре его сингла, одним из которых была песня 1988 года в дуэте с Кайли Миноуг (Kylie Minogue) «Especially For You», занимали первые места в британских чартах. В последние годы исполнитель продолжал свою карьеру как вокалист мюзиклов на британской сцене, певец и актёр.

## Биография
Джейсон Донован родился в Малверне, пригороде Мельбурна, Австралия. Родители Джейсона — мать Сью Макинтош (Sue McIntosh) и отец Теренс Донован (Terence Donovan), известный австралийский актёр, который неоднократно играл в популярном полицейском сериале «Четвертое отделение» («Division 4»), а позднее исполнял роль Дуга Виллиса в сериале «Соседи». Теренс Донован тоже пел до начала своей актёрской карьеры (до 1960 года). Сводная сестра Джейсона Стефани Макинтош (Stephanie McIntosh) и сейчас[когда?] играет одну из ведущих ролей в сериале «Соседи».
Донован окончил колледж «De La Salle» в Малверне. Сейчас у него трое детей — дочь Джэмма (28 марта 2000), сын Зак (23 марта 2001) и дочь Молли, мать которых Энджела Мэллок (Angela Malloch), с 1997 года является постоянной спутницей жизни Джейсона.
Донован также получил известность благодаря сериалу «Соседи», сыграв в нём роль Скотта Робинсона и переняв эстафету исполнения этой роли от Дариуса Перкинса (Darius Perkins). Выйдя из работы в сериале, Донован в 1989 году переезжает в Лондон. Здесь он работает как певец и актёр, но ни одна из более чем двадцати сыгранных ролей не приносит ему славы, сопоставимой с прежней работой в кино. Тем не менее, он регулярно появляется в различных музыкальных и ток-шоу, где представляет сам себя.
Сериал «Соседи» поспособствовал сближению Донована с Кайли Миноуг, которая играла в нём одну из ведущих ролей. В 1988 году они вдвоём записываются для фирмы грамзаписи PWL, принадлежащей компании «Stock, Aitken & Waterman». Джейсон выпускает и несколько собственных синглов, в основном ориентированных на подростковую аудиторию. Сингл песни «Especially for You», записанный в дуэте с Кайли Миноуг, в тот год занимает первое место по продажам в Великобритании и второе место в 1989 году в Австралии. На обложке сингла Джейсон красуется вместе с Кайли. Они даже встречаются некоторое время. С выходом альбома «Ten Good Reasons» Донован становится настоящей поп-звездой своего времени. Две песни из этого альбома прорываются на первое место в хит-парадах: «Too Many Broken Hearts» и кавер-версия песни Брайана Хайланда (Brian Hyland) «Sealed with a kiss».
Всего с 1988 по 1993 год Донован смог выпустить не менее 15 песен, попавших в число 40 лучших в чартах Великобритании. Но его третий, и последний по счету, студийный альбом «All Around The World» так и не вышел у него на родине в Австралии.
Значительный промежуток времени Донован играет роль Иосифа в мюзикле «Иосиф и его удивительный, разноцветный плащ снов», песня «Any Dream Will Do» из которого становится его четвёртым британским синглом, попавшим на первое место.
В 1990 году Донован впервые снялся в полнометражном художественном фильме «Клятва кровью» («Blood Oath», другое название картины «Prisoners of the Sun») режиссёра Стивен Воллиса (Stephen Wallace), а в 1995-м сыграл главную роль в фильме о Второй мировой войне «Последняя пуля» («The Last Bullet») режиссёра Майкла Паттинсона.
В 1992 году Джейсон начинает и успешно выигрывает судебный процесс против журнала «The Face», который на своих страницах заявил о якобы гомосексуальных пристрастиях Джейсона. Дело было выиграно, но оно породило мощную негативную реакцию со стороны бывших поклонников, и, по существу, поставило крест на поп-карьере исполнителя. Донован попытался оправдаться, объясняя, что к судебной тяжбе его побудила вовсе не алчность, а то, что он был якобы уличён во лжи своим поклонником. Ему также удалось уладить отношения с издателями журнала, которые, в случае полной выплаты причитающейся суммы по суду, должны были бы закрыть издание. Несмотря на это, карьера Донована не смогла оправиться от пережитого судебного скандала, в результате которого гей-аудитория, составлявшая немалую часть поклонников, окончательно отвернулась от исполнителя.
Позже его карьера ещё сильнее пошатнулась из-за проблем с наркотиками. В 1999 году Донован признал, что он по-прежнему употребляет кокаин: «Я всё ещё покуриваю и балуюсь кокаином, но далеко не так сильно как в прошлом». Однако согласно другим сообщениям в прессе, благодаря своим детям и постоянным отношениям с их матерью, Донован значительно остепенился. Ему стали предлагать серьёзные актёрские роли, среди которых участие в интеллектуальном сериале «MDA» (сокращение от «Medical Defence Australia») о юридической компании, отстаивающей интересы врачей. Сериал шёл на австралийском телеканале ABC с 2002 по 2005 год, и Джейсон был в основном составе с 2002 по 2003 год, играя роль Ричарда Сэвиджа.
Донован принимает активное участие в музыкальных постановках. В конце 2004 года он вошёл в основную труппу мюзикла «Chitty Chitty Bang Bang» по детской книге Яна Флеминга. Мюзикл изначально шёл на английской сцене London Palladium до 13 марта 2005 года, затем был продлён ещё на два месяца, и Донован получил приглашение работать в мюзикле вплоть до закрытия 4 сентября 2005 года. Вслед за этим исполнитель принимает участие в нескольких концертах на британских площадках, а в январе 2006 года возвращается на сцену, чтобы играть в мюзикле Стефена Зондхайма (Stephen Sondheim) «Sweeney Todd», который фактически является современной оперой. По окончании работы в британском туре этого мюзикла Донаван признался в своем желании вернуться в Мельбурн для работы над одной из главных ролей в австралийской постановке лондонской драмы «Festen» и даже намерении вернуться к амплуа фолк-рок исполнителя. В последнее время Джейсон, к тому же, продал свой голос для озвучивания игры «Buzz!» в PlayStation 2. С весны 2009 года принимает участие в английской постановке австралийского мюзикла «Присцилла — Королева пустыни» («PRISCILLA Queen of desert») по одноимённому культовому фильму, который идет с большим успехом в «Palace theatre».

## Курьёзы
2005, «Черный» рекламный трюк Virgin Mobile
Телефонный номер Донована оказался всеобщим достоянием в компьютерной сети Австралии, оказавшись на цифровом фотоснимке, сделанном в Сиднее. По-видимому, когда Джейсон хотел продать автомобиль, он опрометчиво предоставил номер посторонним людям. Донован был вынужден записать на автоответчик особое сообщение, которое с 10 сентября вещало, что исполнитель расстроен беспрестанными и бесцельными звонками. В свою очередь, компания Virgin Mobile разместила объявления в нескольких представительных австралийских газетах с настоятельной просьбой не звонить г-ну Доновану, их уважаемому клиенту. Вскоре компания призналась, что фотографии — это часть намеренного рекламного хода. Virgin Mobile разместила также видеоролик, в котором Донован отвечает на беспардонный звонок и просит больше не звонить, а вслед за этим в кадре вновь мелькал тот же номер телефона.
2006, Отпустите меня, я знаменитость!
В 2006 году Донован принял участие в телевизионной игре "I’m A Celebrity, Get Me Out Of Here!' («Отпустите меня, я знаменитость!»). Исполнитель получил хорошую популярность и даже вошёл в финальную тройку, заняв третье место. В игре он был известен под именем Jungle J и отличался взаимовыручкой. Деньги, перечисленные путём телефонного голосования во время шоу, Джейсон намеревался отдать на благотворительность в Oxford Children’s Hospital Campaign. Сумма составила около 200 тысяч фунтов.

## Дискография
Синглы
| год  | наименование                                                 | место          | место     |
| год  | наименование                                                 | Великобритания | Австралия |
| ---- | ------------------------------------------------------------ | -------------- | --------- |
| 1988 | «Nothing Can Divide Us»                                      | 5              | 3         |
| 1988 | «Especially for You» (дуэт с Кайли Миноуг)                   | 1              | 2         |
| 1989 | «Too Many Broken Hearts»                                     | 1              | 7         |
| 1989 | «Sealed with a Kiss»                                         | 1              | 8         |
| 1989 | «Every Day (I Love You More)»                                | 2              | 43        |
| 1989 | «When You Come Back to Me»                                   | 2              | 40        |
| 1990 | «Hang On To Your Love»                                       | 8              | —         |
| 1990 | «Another Night»                                              | 18             | —         |
| 1990 | «Rhythm Of The Rain»                                         | 9              | 44        |
| 1990 | «I’m Doing Fine»                                             | 22             | —         |
| 1991 | «R.S.V.P»                                                    | 17             | 97        |
| 1991 | «Any Dream Will Do»                                          | 1              | 92        |
| 1991 | «Happy Together»                                             | 10             | —         |
| 1991 | «Joseph Mega Remix» (иногда фигурирует как «Joseph Megamix») | 13             | —         |
| 1992 | «Mission Of Love»                                            | 26             | —         |
| 1992 | «As Time Goes By»                                            | 26             | —         |
| 1993 | «All Around The World»                                       | 41             | —         |
| 2007 | «Share My World» (download from June 11th)                   | —              | —         |

Альбомы
| год  | наименование         | место          | место     |
| год  | наименование         | Великобритания | Австралия |
| ---- | -------------------- | -------------- | --------- |
| 1989 | Ten Good Reasons     | 1              | 5         |
| 1990 | Between The Lines    | 2              | —         |
| 1993 | All Around The World | 27             | —         |
| 1994 | Help The Homeless    | 23             | 4         |

Прочие альбомы и сборники
| год  | наименование                                                                                            | место          | место     |
| год  | наименование                                                                                            | Великобритания | Австралия |
| ---- | --- | -------------- | --------- |
| 1989 | The Other Side Of Jason Donovan (релиз в Японии)                                                        | —              | —         |
| 1991 | Greatest Hits                                                                                           | 9              | —         |
| 1991 | Joseph And The Amazing Technicolor Dreamcoat (саундтрек мюзикла, в составе труппы London Revival, 1991) | 1              | —         |
| 2000 | The Very Best Of Jason Donovan                                                                          | —              | —         |
| 2006 | The Greatest Hits                                                                                       | 80             | —         |

## Фильмография
- «Последняя пуля» (1995) — Стэнли Бреннан